# 曼努埃尔·塞里福·尼亚马乔
曼努埃尔·塞里福·尼亚马乔（葡萄牙語：Manuel Serifo Nhamadjo，1958年3月25日—2020年3月17日），幾內亞比索政治人物，前国民议会议长，过渡总统。

## 生平
1958年生于比绍。曾在葡萄牙里斯本学习，热爱足球运动和和平事业。回国后加入几内亚和佛得角非洲独立党，1994年当选国会议员。2008年至2009年曾任国民议会议长。2012年3月以独立候选人的身份参加了几内亚比绍总统选举，在第一轮投票中获得了15.75％的选票。
2012年4月12日，几内亚比绍发生军事政变，代总统雷蒙多·佩雷拉等政要被政变者逮捕并关押。5月10日，在经过政变军人、各党派、宗教领袖和西共体代表的磋商后，尼亚马乔成为该国临时总统。他随后任命前财政部长巴罗斯为过渡政府总理。
两年的过渡期结束后，尼亚马乔于2014年3月表示自己不会参加4月份举行的全国大选。
2020年3月17日在里斯本逝世。